# Dorpskerk van Zixdorf
De Dorpskerk van Zixdorf (Duits: Dorfskirche Zixdorf) is 13e-eeuwse veldsteenkerk in het gelijknamige dorp in de  Duitse streek Fläming. De kerk is gelegen in het gemeente Rabenstein/Fläming in het district Potsdam-Mittelmark in de deelstaat Brandenburg.

## Geschiedenis en architectuur
De dorpskerk Zixdorf is een rechthoekige veldstenen zaalkerk, waarven de kern waarschijnlijk uit de 13e of 14e Eeuw stamt. Later is de kerk waarschijnlijk verschillende keren herbouwd en tegen het einde van de 17e eeuw voorzien van een ronde oostzijde. Dit is terug te zien in het metselwerk. Dit metselwerk toont nogal wat verschillen.